# Suite für Jazzorchester Nr. 2
Die Suite für Jazzorchester Nr. 2 ist eine Komposition von Dmitri Schostakowitsch.

## Geschichte
Die Suite entstand 1938 für das neugegründete staatliche sowjetische Jazzorchester unter Wiktor Knuschewitzki und wurde am 28. November 1938 in Moskau uraufgeführt. In den Wirren des Zweiten Weltkriegs ging die Partitur verloren.
Nachdem 1988 vorübergehend ein anderes Werk Schostakowitschs, die Suite für Varieté-Orchester, fälschlich als Jazz-Suite Nr. 2 identifiziert worden war, wurde 1999 ein Klavierauszug von drei Sätzen des Werks aufgefunden. Da die originale Partitur verschollen bleibt, erstellte der britische Komponist Gerard McBurney auf Bitten von Schostakowitschs Witwe eine rekonstruierte Instrumentation der Suite, die am 9. September 2000 vom BBC Symphony Orchestra unter der Leitung von Andrew Davis im Rahmen der Proms-Konzerte in London uraufgeführt wurde.
Ungeachtet dieser Wiederentdeckung benennen die meisten CD-Einspielungen sowie der Soundtrack zu dem Film Eyes Wide Shut (1999) von Stanley Kubrick die Suite für Varieté-Orchester fälschlich als Jazz-Suite Nr. 2.

## Sätze
1. Scherzo (Allegretto alla marcia)
2. Wiegenlied (Andante)
3. Serenade (Allegretto)